# Експектація
Експектація (лат. expecto) — поняття соціально-психологічної теорії. Механізм міжособистісних стосунків. Очікування певного способу вербальної і реальної поведінки індивіда у соціальній групі (малій групі). Характер соціальних очікувань визначається груповими нормами. У міжособистісному спілкуванні соціальні очікування набувають характеру мотивів поведінки. Експектація як механізм міжособистісних стосунків — одна з ланок що вирішальним чином впливає на ціннісні орієнтації індивіда, регулятор групової взаємодії. Забезпечує пристосування індивіда і стабільність групи.